# Wer mich liebet, der wird mein Wort halten BWV 74
Wer mich liebet, der wird mein Wort halten (in tedesco, "Chi mi ama osserverà la mia parola") BWV 74 è una cantata di Johann Sebastian Bach.

## Storia
La cantata Wer mich liebet, der wird mein Wort halten venne composta da Bach a Lipsia nel 1725 e fu eseguita il 20 maggio dello stesso anno in occasione del giorno di pentecoste. Il libretto è tratto dal vangelo secondo Giovanni, capitolo 14 versetto 23, per il primo movimento, dallo stesso vangelo, capitolo 14 versetto 28, per il quarto, dalla Lettera ai Romani, capitolo 8 versetto 1, per il sesto, da una poesia di Paul Gerhardt per l'ottavo e da Christiane Mariane von Ziegler per i rimanenti.
Il tema musicale deriva dall'inno Kommt her zu mir, spricht Gottes Sohn, di compositore anonimo, apparso intorno al 1490.

## Struttura
La cantata è composta per soprano solista, contralto solista, tenore solista, basso solista, coro, tromba I e II, timpani, oboe I e II, oboe da caccia, violino I e II, viola e basso continuo ed è suddivisa in otto movimenti:
1. Coro: Wer mich liebet, der wird mein Wort halten, per tutti.
2. Aria: Komm, komm, mein Herze steht dir offen, per soprano, oboe da caccia e cantinuo.
3. Recitativo: Die Wohnung ist bereit, per contralto e continuo.
4. Aria: Ich gehe hin und komme wieder zu euch, per basso e continuo.
5. Aria: Kommt, eilet, stimmet Sait und Lieder, per tenore, archi e continuo.
6. Recitativo: Es ist nichts Verdammliches an denen, per basso, oboi e continuo.
7. Aria: Nichts kann mich erretten, per contralto, oboi, archi e continuo.
8. Corale: Kein Menschenkind hier auf der Erd', per tutti.